# Lehtosaari (ö i Lappland, Östra Lappland, lat 66,15, long 27,98)
Lehtosaari är en ö i Finland. Den ligger i sjön Posionjärvi och i kommunen Posio i den ekonomiska regionen  Östra Lapplands ekonomiska region  och landskapet Lappland, i den norra delen av landet, 700 km norr om huvudstaden Helsingfors. Öns area är 0,8 hektar och dess största längd är 130 meter i öst-västlig riktning.